# Horningtoft
Horningtoft is een civil parish in het bestuurlijke gebied Breckland, in het Engelse graafschap Norfolk met 127 inwoners.